# الكتاب الأسود (رواية باموق)
الكتاب الأسود ( بالتركية : Kara Kitap ) هي رواية للكاتب التركي أورهان باموق. نُشر الكتاب باللغة التركية عام 1990 وقام بترجمته أولاً جونيلي جون ونُشر باللغة الإنجليزية عام 1994. وفي عام 2006 تمت ترجمته إلى الإنجليزية مرة أخرى بواسطة مورين فريلي.

## حبكة
يكتشف بطل الرواية وهو محامٍ من إسطنبول يُدعى غالب في أحد الأيام أن زوجته رويا (الاسم يعني "حلم" باللغة التركية) قد تركته بطريقة غامضة دون أي تفسير يُذكر. يتجول حول المدينة بحثًا عن أدلة تشير إلى مكان تواجدها. ويشتبه في أن زوجته ارتبطت بأخيها غير الشقيق وهو كاتب عمود في صحيفة ميليت يدعى جلال ويصادف أنه مفقود أيضًا. تتخلل قصة بحث غالب إعادة طباعة أعمدة جلال وهي عبارة عن تأملات مطولة وعميقة حول المدينة وتاريخها. يعتقد غالب أنه من خلال العيش كجلال يمكنه معرفة كيفية تفكير جلال وتحديد مكانه هو وزوجته لذلك يتخذ مسكنًا في شقة جلال ويرتدي ملابسه ويكتب عموده في النهاية.
يبدأ غالب في تلقي مكالمات هاتفية غامضة من أحد معجبي جلال المهووسين والذي يظهر معرفة مذهلة بكتابات الكاتب. بعد أن بدأت أعمدة غالب تحت اسم جلال تأخذ شكل مناشدات عاطفية لرؤيا أساءت امرأة من ماضي جلال تفسير المقالات واتصلت بغالب معتقدة أنها في الواقع محاولات جلال لاستعادتها. يتبين أن جلال والمرأة كانا على علاقة غرامية والمعجب الذي يتصل بجابل هو زوج المرأة الغيور. في تطور غريب اتضح أن الزوج كان يتبع غالب في إسطنبول في محاولة للعثور على جلال من خلاله وهو ما يفسر مخاوف غالب المتكررة من أنه تحت المراقبة. وافق غالب أخيرًا على مقابلتهما في مكان عام وهو متجر يُدعى علاء الدين والذي يظهر في جزء كبير من القصة. وبعد فترة وجيزة أطلق النار على جلال في الشارع حتى الموت. عثر على رويا أيضًا مقتولة بالرصاص في متجر علاء الدين. لم تكتشف هوية القاتل بشكل مؤكد أبدًا.
وتنتهي الرواية بلمسة ما بعد الحداثة حيث يكشف المؤلف عن حضوره في السرد. القصة تهتم أكثر باستكشاف طبيعة سرد القصص كوسيلة لبناء الهوية أكثر من الاهتمام بالقصة المباشرة. وعلى هذا النحو فهي مليئة بالقصص داخل القصة الرئيسية والتي تتعلق بماضي تركيا العثماني واسطنبول المعاصرة.

## التفسير
في عام 1992 نشر كتب عن الكتب القديمة كمختارات من المقالات النقدية.
الموضوع الرئيسي للرواية هو الهوية ويعود هذا الموضوع على مستويات عديدة. على سبيل المثال من الواضح أن غالب ليس سعيدًا بشخصيته الحالية. إنه يكره حياته كمحامي ويحسد جلال الناجح منذ سنوات. تظهر القصة كيف يغير هويته تدريجيًا ليصبح جلال ويعيش في شقته ويرتدي ملابسه بل ويكتب مقالاته. لكننا نعلم أن جلال يتوق إلى أن يصبح شخصًا آخر أيضًا (وهذا واضح من بعض أعمدته انظر على سبيل المثال العمود بعنوان "يجب أن أكون نفسي"). تظل رؤية غامضة إلى حد كبير في الرواية والصورة الوحيدة التي نحصل عليها عنها هي من خلال عدسة غالب الذاتية. إنها تنام أثناء النهار وتقرأ الروايات البوليسية في المساء والليل ونادرا ما تغادر المنزل. يبدو أنها تفضل الهروب من الواقع إلى عالم رواياتها البوليسية مع أن جاليب لا يبدو أنه يفكر كثيرًا في هذا الأمر. قد يشير هذا النمط الغريب من الحياة إلى أنها غير راضية أيضًا عن شخصيتها أو عن كيفية تطور حياتها ولكن ربما لا تفكر في ذلك بوعي أو تعترف بذلك لنفسها.
إن الأسئلة حول من نحن وما إذا كان من الممكن تغيير هويتنا تعود إلى مستويين آخرين على الأقل : هوية إسطنبول كمدينة وهوية الشعب التركي. بينما يتجول غالب في شوارع إسطنبول نتعرف على العديد من أحياء المدينة المختلفة وكل منها يتميز بأجوائه المميزة. هذه مدينة يتواجد فيها الشرق والغرب القديم والحديث الإسلام والعلماني الأغنياء والفقراء الباشوات والفلاحون. ويبقى السؤال مطروحا دائما : ما هي الهوية الحقيقية لهذه المدينة؟ هل هي مدينة حديثة أم أنها بقايا ميتة من القسطنطينية العظيمة سابقاً؟
أشير إلى أسئلة الهوية الوطنية التركية عدة مرات وخاصة فيما يتعلق بالتصور الغربي للمجتمع التركي. هل ينبغي للشعب التركي أن يعتنق الثقافة الغربية (الأوروبية) أم ينبغي له أن يظل مخلصًا لتراثه؟ هل ثقافتهم وهويتهم في حالة تدهور أم أنها في حالة تحول فقط؟ وتشير الرواية في كثير من الحالات إلى أن تبني الخيار الأول سوف يدمر ليس فقط التراث التاريخي والثقافي بل وأيضاً الشعب التركي نفسه (انظر الجزء الذي يقوم فيه غالب بجولة في متحف العارضات تحت الأرض). يُنظر إلى كمال أتاتورك مؤسس الدولة التركية الحديثة على أنه شخصية مثيرة للجدل. وقد أدت جهوده الرامية إلى تغريب تركيا إلى نتائج مختلطة.

## الروابط خارجية
- الكتاب الأسود لأورهان باموق، مراجعة تيد جيويا (غموض ما بعد الحداثة)
- [ http://www.independent.co.uk/arts-entertainment/three-authors-in-search-of-a-body-the-black-book-by-orhan-pamuk-trs-guneli-gun-faber-pounds-1499-1595971.html مراجعة للكتاب في صحيفة الإندبندنت
- [ https://www.theguardian.com/books/2006/aug/06/shopping.orhanpamuk مراجعة للكتاب في صحيفة The Observer

قالب:Orhan Pamuk